# Anton Buttigieg
Anton Buttigieg (Qala, 19 febbraio 1912 – Qala, 5 maggio 1983) è stato un politico e poeta maltese, secondo Presidente della Repubblica di Malta dal 27 dicembre 1976 al 27 dicembre 1981.

## Biografia
Terzo figlio di Salvatore e Concetta Falzon, Buttigieg si laureò in Giurisprudenza all'Università di Malta nel 1940.
Durante la seconda guerra mondiale si arruolò nelle forze di polizia.
Nel 1955 iniziò la sua carriera politica e venne eletto al Parlamento tra le file del partito laburista, di cui sarà Presidente dal 1959 al 1961 e successivamente vice leader (1962-1976).
Durante il primo Governo guidato da Dom Mintoff ricoprì la carica di vice primo ministro e di Ministro della Giustizia.
Il 27 dicembre 1976 fu eletto Presidente della Repubblica.

## Vita privata
Buttigieg fu sposato tre volte. Nel 1944 si unì in matrimonio con Carmen Bezzina dalla quale ebbe tre figli, John, Rose e Emanuel.
Dopo la morte della prima moglie, convolò a nozze con Connie Scicluna nel 1953. Anche quest'ultima morì prematuramente e Buttigieg sposerà nel 1975 Margery Patterson.

## Pubblicazioni
Buttigieg fu autore di varie raccolte di poesie:
- Mill-Gallarija ta' Żgħożiti (1949)
- Fanali bil-Lejl (1949)
- Fl-Arena (1970)
- Ballati Maltin (1973)
- Il Mare di Malta (1974)
- Il-Għanja tas-Sittin (1975)
- The Lamplighter (1977)
- Qabs el Mosbah (1978)
- Poeżiji Miġbura – L-ewwel Volum (1978)

### Poesie umoristiche
- Ejjew nidħku ftit (Let us laugh a little; 1963)
- Ejjew nidħku ftit ieħor (Let us laugh a little more; 1966)

### Haiku e tanka
- Il-Muża bil-Kimono (1968)